# Freedom Acres
Freedom Acres – jednostka osadnicza w Stanach Zjednoczonych, w stanie Arizona, w hrabstwie Gila.